# 羅基波因特 (紐約州)
羅基波因特（英語：Rocky Point）是位於美國紐約州薩福克縣的普查規定居民點。

## 人口
根據2020年美國人口普查的數據，羅基波因特的面積為32.77平方千米，當中陸地面積為29.32平方千米，而水域面積為3.45平方千米。當地共有人口13633人，而人口密度為每平方千米416.02人。